# Ehrenpromotion 2010/11
Die Ehrenpromotion 2010/11 war die 97. Spielzeit der zweithöchsten luxemburgischen Spielklasse im Fußball der Männer.

## Teilnehmer
Die Spielzeit 2010/11 wurde mit 14 Vereinen ausgetragen. Zu den Mannschaften auf den Plätzen 3 bis 12 der vorherigen Saison kamen zwei Absteiger aus der BGL Ligue sowie zwei Aufsteiger aus der 1. Division.
|  | Verein                              | Stadt/Gemeinde | Stadion                | Kapazität |
|  | ----------------------------------- | -------------- | ---------------------- | --------- |
|  | US Bad Mondorf                      | Bad Mondorf    | Stade John Grün        | 3.600     |
|  | FC Avenir Beggen                    | Beggen         | Stade Henri Dunant     | 4.830     |
|  | Young Boys Diekirch                 | Diekirch       | Stade Municipal        | 1.450     |
|  | FC 72 Erpeldingen                   | Erpeldingen    | An der Trell           | 1.000     |
|  | FC Green Boys 77 Harlange-Tarchamps | Harlingen      | Terrain „Am Duerf“     | 1.500     |
|  | US Hostert                          | Niederanven    | Stade Jos Becker       | 1.500     |
|  | Union 05 Kayl/Tétange               | Kayl           | Stade Emile Muller     | 1.000     |
|  | FC Koeppchen Wormeldingen           | Wormeldingen   | Stade Am Ga            | 2.000     |
|  | FC Minerva Lintgen                  | Lintgen        | Stade Jean Donnersbach | 1.500     |
|  | FC Monnerich                        | Monnerich      | Stade Communal         | 3.304     |
|  | CS Oberkorn                         | Differdingen   | Stade Henri Jungers    | 1.000     |
|  | FC Victoria Rosport                 | Rosport        | VictoriArena           | 1.500     |
|  | US Rümelingen                       | Rümelingen     | Stade Municipal        | 2.950     |
|  | Sporting Club Steinfort             | Steinfort      | Stade Demy Steichen    | 1.300     |

## Tabelle
| Pl.               | Verein                                  | Sp. | S  | U | N  | Tore    | Diff. | Punkte | Anm. |
| ----------------- | --------------------------------------- | --- | -- | - | -- | ------- | ----- | ------ | ---- |
| 1.                | Union 05 Kayl/Tétange                   | 26  | 20 | 2 | 4  | 059:310 | +28   | 62     | ▲    |
| 2.                | US Rümelingen (A)                       | 26  | 20 | 2 | 4  | 047:220 | +25   | 62     | ▲    |
| 3.                | US Hostert (R↓)                         | 26  | 16 | 4 | 6  | 050:320 | +18   | 52     | ▲    |
| 4.                | FC Victoria Rosport                     | 26  | 15 | 4 | 7  | 061:390 | +22   | 49     |      |
| 5.                | CS Oberkorn (R↑)                        | 26  | 14 | 5 | 7  | 049:300 | +19   | 47     |      |
| 6.                | Young Boys Diekirch                     | 26  | 12 | 4 | 10 | 041:390 | +2    | 40     |      |
| 7.                | FC 72 Erpeldingen                       | 26  | 11 | 4 | 11 | 057:460 | +11   | 37     |      |
| 8.                | FC Monnerich (A)                        | 26  | 10 | 4 | 12 | 040:340 | +6    | 34     |      |
| 9.                | US Bad Mondorf (N)                      | 26  | 6  | 7 | 13 | 034:450 | −11   | 25     |      |
| 10.               | FC Koeppchen Wormeldingen               | 26  | 6  | 7 | 13 | 032:460 | −14   | 25     |      |
| 11.               | Sporting Club Steinfort                 | 26  | 6  | 5 | 15 | 024:450 | −21   | 23     | ▼    |
| 12.               | FC Green Boys 77 Harlange-Tarchamps (N) | 26  | 4  | 9 | 13 | 031:670 | −36   | 21     | ▼    |
| 13.               | FC Avenir Beggen                        | 26  | 5  | 4 | 17 | 030:540 | −24   | 19     | ▼    |
| 14.               | FC Minerva Lintgen (R↓)                 | 26  | 3  | 7 | 16 | 025:500 | −25   | 16     | ▼    |
| Stand: Saisonende |                                         |     |    |   |    |         |       |        |      |

Platzierungskriterien: 1. Punkte – 2. Tordifferenz – 3. geschossene Tore

| Zum Saisonende 2009/10: |                                                                                 |
| (A)                     | Absteiger aus der BGL Ligue                                                     |
| (N)                     | Neuaufsteiger aus den 1. Divisionen                                             |
| (R↑)                    | Verbleib in der Ehrenpromotion durch Niederlage im Barragespiel um den Aufstieg |
| (R↓)                    | Verbleib in der Ehrenpromotion durch Gewinn des Barragespiels gegen den Abstieg |
| Zum Saisonende 2010/11: |                                                                                 |
| ▲                       | Aufsteiger in die BGL Ligue 2011/12                                             |
| ▼                       | Absteiger in die 1. Division 2011/12                                            |

## Barragespiele

### Aufstieg in die BGL Ligue
Der 12. der BGL Ligue spielte gegen den Dritten der Ehrenpromotion um den Verbleib in der bzw. den Aufstieg in die BGL Ligue 2011/12. Das Spiel fand vor 1.308 Zuschauern im Stade Henri Dunant in Beggen statt.
| Datum        |                 | Ergebnis              |                 |
| ------------ | --------------- | --------------------- | --------------- |
| 28. Mai 2011 | FC Wiltz 71 (I) | 1:1 n. V. (4:6 i. E.) | US Hostert (II) |

### Verbleib in der bzw. Aufstieg in die Ehrenpromotion
Der 11. und der 12. der Ehrenpromotion spielten gegen die Zweitplatzierten der 1. Division um den Verbleib in der bzw. den Aufstieg in die Ehrenpromotion 2011/12. Das Spiel Steinfort gegen Muhlenbach fand vor 466 Zuschauern im Stade Francois Trausch in Mamer, das Spiel Harlange gegen Mamer vor 646 Zuschauern im Stadion an der Trell in Erpeldingen statt.
| Datum        |                                          | Ergebnis |                                           |
| ------------ | ---------------------------------------- | -------- | ----------------------------------------- |
| 26. Mai 2011 | Sporting Club Steinfort (II)             | 0:1      | Cercle Sportif Muhlenbach Lusitanos (III) |
| 27. Mai 2011 | FC Green Boys 77 Harlange-Tarchamps (II) | 0:1      | FC Mamer 32 (III)                         |